# グリア州
グリア州 (グルジア語: გურია)はジョージア(საქართველო)西部の州で、西側は黒海に面する。
2014年の人口は11万3350人。

面積は2033km2。
州都はオズルゲティ。

## 地理
北西にサメグレロ＝ゼモ・スヴァネティ州、北東にイメレティ州、南東にサムツヘ＝ジャヴァヘティ州、南にアジャリア自治共和国に、西に黒海に接する。

### 地区
以下の3つの地区で構成される。
| 地区名（日本語） | 地区名（ジョージア語）    | 中心地       | 面積 (km2) | 人口 (2014年現在) | 備考 |
| ---------------- | ------------------------- | ------------ | ---------- | ----------------- | ---- |
| ランチフティ地区 | ლანჩხუთის მუნიციპალიტეტი  | ランチフティ | 533.1      | 31,486            |      |
| オズルゲティ地区 | ოზურგეთის მუნიციპალიტეტი  | オズルゲティ | 675        | 62,863            |      |
| チョハタウリ地区 | ჩოხატაურის მუნიციპალიტეტი | チョハタウリ | 825.1      | 19,001            |      |

## 歴史

グリア公国の旗

800年頃、ジョージアの歴史書に初めて「グリア」が現れる。

1352年頃、ヴァルダニシヅェ家とダディアニ家が統治する。
1463年以降、グルジア王国から独立し、グリエリ家が統治する公国になる。最大版図はグリア州+アジャリア自治共和国+バトゥミに及んだ。
オスマン帝国との度重なる紛争で、グリア公国の領土は徐々に削られ最終的に消滅する。
1810年、グリエリ家のマミア5世とロシア帝国は条約を結び、保護領となる。
1819年、ロシアへの暴動が起きる。
1829年、ロシアに併合される。

1840年、グリアは中心都市の名前からオズルゲティ郡と改名される。
1841年、再びロシアへの暴動が起きる。
1846年、新設されたクタイシ県に編入される。
1902年、小作人の抗議運動が始まる。
1904年時点で人口は10万人弱、面積は2150km2だった。
山地や沼の谷、黍畑、葡萄園、茶畑が広がっていた。
ジョージア地方の中では民族的に最も均一な地方で、少数の地方貴族と多数の小作人が州内で完結した経済を回していた。
1905年、ロシア第一革命の中で起きたグリア州暴動は、帝国内で最も効果的で組織化された小作人運動だった。3月にはグリア共和国が成立した。
1906年1月、ロシア軍のコサック部隊がグリア共和国を壊滅させた。

1918年～1921年、グリア州を基盤とするジョージア社会民主党がグルジア民主共和国を統治した。
1920年代前半、ソ連の赤軍へのゲリラ戦が行われた。
ソ連時代のグリア州は農業地帯で、3つの地区に分けられた。
1991年、ジョージアがソ連から独立する。
1995年、ジョージア政府は地名を歴史的なグリア州に戻した。      
リクハウリとシェモクメディの東方正教会はグリア州の歴史的建築である。

## 経済
亜熱帯農業と観光が主要産業である。
水資源が豊富で、天然水のナベグラヴィの産地である。
ジョージア最大の茶の産地の1つである。 

## 民族

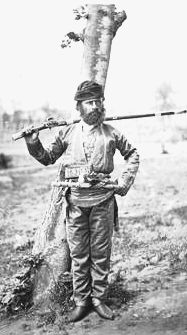
グリア人男性

グリア人(გურულები)は東方正教会を信仰し、グルジア語のグリア方言を話す。

## 著名 人
- ノエ・ジョルダニア(1868年～1953年)…グルジア民主共和国第2代首相
- エドゥアルド・シェワルナゼ(1928年～2014年)…グルジア第2代大統領